# وینت ریلس
وینت ریلس (به لاتین: Veinte Reales) یک سکونتگاه مسکونی در فیلیپین است که در Valenzuela واقع شده‌است.

## خصوصیات
وینت ریلس ۱۹۲٫۹۰ کیلومترمربع مساحت و ۱۷٬۸۰۰ نفر جمعیت دارد.